# Milvus
Milvus – rodzaj ptaków z podrodziny jastrzębi (Accipitrinae) w rodzinie  jastrzębiowatych (Accipitridae).

## Zasięg występowania
Rodzaj obejmuje gatunki występujące w Eurazji, Afryce i Australazji.

## Morfologia
Długość ciała 44–72 cm, rozpiętość skrzydeł 120–171 cm; masa ciała samic 750–1600 g, samców 630–1221 g.

## Systematyka

### Etymologia
- Milvus: łac. milvus „kania”[6].
- Ictinus: gr. ικτιν iktin lub ικτινος iktinos „kania”[7]. Gatunek typowy: Falco milvus Linnaeus, 1758.
- Hydroictinia: gr. ὑδρο- hudro- „wodny-”, od ὑδωρ hudōr, ὑδατος hudatos „woda”; rodzaj Ictinia Vieillot, 1816 (kanialuk)[8]. Gatunek typowy: Falco migrans Boddaert, 1783.

### Podział systematyczny
Do rodzaju należą następujące gatunki:
- Milvus milvus (Linnaeus, 1758) – kania ruda
- Milvus migrans (Boddaert, 1783) – kania czarna